# One Man Gang
Pour les articles homonymes, voir George Grey (homonymie) et Grey.
George Gray (né le 12 février 1960 à Bâton-Rouge en Louisiane) est un catcheur américain. Il est principalement connu pour son travail à la World Wrestling Federation sous le nom d'Akeem ainsi qu'à la World Championship Wrestling et dans diverses fédérations sous le nom de One Man Gang.

## Carrière de catcheur
Gray grandit en Caroline du Sud et est un fan de catch ; dès ses 16 ans il commence à lutter au sein d'une petite fédération de cet état.
En 1980, il rejoint l'International Championship Wrestling (ICW), une fédération du Tennessee dirigé par Angelo Poffo (en). Il y lutte sous le nom de Crusher Broomfield et fait l'objet de convoitises dans les intrigues de l'ICW. Randy Savage détient son contrat avant que Ron Garvin ne le libère de ce contrat.
En 1982, il fait ses débuts professionnels, masqué, contre Bruiser Brody.